# 쿠르만지어

짙은 초록색이 쿠르만지어 사용 지역

쿠르만지어(영어: Kurmanji, 쿠르드어: Kurmancî کورمانجی) 또는 북부 쿠르드어(Northern Kurdish)는 쿠르드어의 북부 방언으로, '쿠르만지'는 본래 쿠르드어에서 '쿠르드어'를 의미하는 자기명칭이다. 쿠르드어의 방언들 중 가장 널리 쓰이는 것으로, 터키 동남부를 비롯하여 이란 북부, 이라크 북부, 시리아 북부, 캅카스와 호라산의 일부 지역 등에서 사용되는 쿠르드어가 쿠르만지어로 분류된다. 야지디인들의 공용어이기도 하다.

## 같이 보기
- 쿠르드어